# La Princetta et le Capitaine
 (août 2016).
La Princetta et le Capitaine est un livre d'Anne-Laure Bondoux. Ce livre est paru en 2006, et a été traduit dans plus de quinze pays, dont les États-Unis, l'Allemagne, le Japon, l'Angleterre et l'Espagne.

## Résumé
Malva, l'héritière du trône de Galnicie, refuse de se marier à celui qui lui a été promis et décide de s'enfuir. Une stupéfiante aventure l'entraîne aussitôt dans le tumulte des guerres et des tempêtes. Son destin finit par croiser celui du capitaine Orféus Mac Bott. Les deux héros et leurs six compagnons de fortune vont subir mille épreuves pour avoir osé se lancer dans ce voyage au-delà du monde connu.